# قبرص في الألعاب الأولمبية
قبرص في الألعاب الأولمبية تقوم اللجنة الأولمبية القبرصية بالإشراف في شؤون مشاركة قبرص في الألعاب الأولمبية، شاركت قبرص أول مرة في الألعاب الأولمبية في دورة 1980 في موسكو في الاتحاد السوفيتي، في رصيد قبرص حتى الآن ميدالية فضية واحدة فازت بها الألعاب الأولمبية الصيفية 2012 في لندن في الإبحار.
في الألعاب الأولمبية الشتوية شاركت قبرص أول مرة في دورة 1980 في ليك بلاسيد في الولايات المتحدة ولم تفز حتى الآن بأي ميدالية في الألعاب الشتوية.